# رايون
الرايون أو الفسكوز عبارة عن ألياف شبه صناعية، مصنوعة من مصادر طبيعية للسليلوز المتجدد، مثل الخشب والمنتجات الزراعية ذات الصلة. وله نفس التركيب الجزيئي مثل السليلوز. توجد أنواع ودرجات عديدة من ألياف الفسكوز. ويقلد البعض ملمس الألياف الطبيعية مثل الحرير والصوف والقطن والكتان. غالبًا ما تسمى الأنواع التي تشبه الحرير بالحرير الاصطناعي. وتستخدم تلك الألياف بصورة واسعة في عمل الأقمشة الصناعية، والخيوط والمنسوجات التي تصنع منها الملابس المتنوعة، وأقمشة التنجيد والتطريز.

## أصل التسمية
سجل المخترع ورجل الصناعة الفرنسي هيلير شاردونيه أول اختراع للألياف الصناعية عام 1884، وسماها الحرير الصناعي. حيث تمكن من صناعة الألياف عبر تذويب السليلوز بتحويلها إلى النتروسيليولوز الذي يذوب في الكحول أو الإيثر وتشكيل الألياف منها قبل تبخير المذيب. , وعرض «حرير شاردونيه» لأول مرة في معرض باريس الدولي عام 1889، إلا أن سرعة اشتعال هذه المادة حدت من نجاحها في قطاع النسيج. وسمي لاحقا بالرايون (الشعاع) للمعان الأقمشة المصنوعة منه، كما لقّبت شعبيا بـحرير الحماة (أم الزوج) لسرعة احتراقها.

## كيف يُصنع الرايون

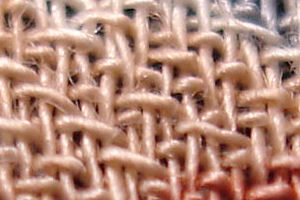
قطعة خاصة من الحرير الصناعي.

يصنع الرايون من الألياف السليلوزية للقطن أو لب الخشب. وتتم عملية التصنيع بإذابة جزيء السليلوز(الفا سيليلوز) في عمليات كيميائية أو فيزيائية مختلفة إلى سائل كثيف القوام لتصنع منه الخيوط الصناعية، وذلك بضغط هذا المحلول في جهاز يسمى المغزال ليمر من خلال ثقوب دقيقة جدًا يسحب منها لتتشكل خيوطٌ رفيعة جدًا، ثم يزال المذيب وتبقى الخيوط. وهناك عدة طرق لإنتاجه تختلف حسب تقنية تذويب الخشب:

### عملية الفسكوز
عملية الفسكوزهي عملية تحويل لب الخشب أو نسالات القطن إلى ألياف. وتبدأ هذه العملية بنقع شرائح لب الخشب الأبيض في محلول هيدروكسيد الصوديوم، ثم ترفع تلك الشرائح المنقوعة وتوضع في مكابس لعصرها لإخراج ما بها من محلول زائد عن الحد، ثم تمرر ألواح أو شرائح السليلوز في آلات لتقطع إلى قطع صغيرة تسمى الكُسَر. ثم تخضع الكسر إلى عملية تبخير فتوضع تحت درجة حرارة عالية لمدة يوم. وعملية التبخير هذه تساعد على تحديد لزوجة المحلول الذي يصنع منه الليف. وبعد التبخير تُعالج الكسر بثنائي كبريتيد الكربون الذي يحول السليلوز إلى كسانتات السليولوز، وهو مركب برتقالي اللون. ثم تذاب الكسر في محلول مخفف من هيدروكسيد الصوديوم الذي يحول الخليط إلى محلول غليظ القوام، ويظل على هذا الوضع أربعة أو خمسة أيام تحت درجة حرارة خفيفة لينضج. وبعد النضج يضخ المحلول في آلات الغزل ليمر من خلال ثقوب دقيقة ليخرج على هيئة خيوط. تنتج عن هذه العملية ألياف تسمى رايون الفسكوز يرمز لها في التصنيف النسجي بـCV، ومن الشائع أيضا تسمية الألياف باسم العملية «فسكوز»، إلا أن التسمية الأدق هي رايون الفسكوز.
وهناك أيضا ألياف المودال التي تنتج ببعض التعديلات في حوض الترسيب وتتفوق على الفسكوز في متانتها في الحالة الرطبة، ويرمز لها في التصنيف بـ CMD.

### عملية النشادر النحاسي (الكوبرو)
يحضّر النشادر النحاسي بإضافة كلوريد الأمونيوم ثم الصودا الكاوية إلى محلول من ملح نحاس ثم غسل الراسب المتكون وإذابته في محلول نشادر مركز. يذاب سليولوز القطن أو لب الخشب في المحلول، ويمرر المحلول الناتج في آلات الغزل، ثم ترسب السيليولوز عبر سحب المحلول اللزج في حوض حمضي مخفف يزيل جزءا من النحاس ويشكّل الليف الأولي، ثم في حوض من حمض الكبريتيك حيث يزال ما تبقى من النحاس على هيئة كبريتات النحاس، ثم يغسل الليف ويجفف ويلف على البكرات.

### عملية الليوسل
في عملية الليوسل يذاب السليولوز فيزيائياً مباشرة في محول مائي لأكسيد ميثيل المورفولين (بالإنجليزية: N-Methylmorpholine-N-Oxide)‏ ويخرج من آلة الغزل ويسحب في حوض مائي ليترسب بشكل ألياف، ويزال منه محلول التذويب ويعاد تدويره في العملية. يرمز لهذه الألياف في التصنيف النسجي بـCLY.

### عملية الخلات
يتم بوساطتها تغيير خواص السليولوز بمعالجته في حمض الخليك اللامائي، وحمض الخليك مع حمض الكبريتيك لينتج خلات السليلوز. تذاب خلات السليولوز في مادة الأسيتون وتضغط في آلة الغزل لتشكيل الخيوط، ويزال الأستون بالتبخر. ينتج عن هذه العملية ألياف خلات السليولوز، وهي تختلف في بعض الخصائص عن السليولوز النقي.

## خواص الرايون
يحمل رايون الفسكوز والكوبرو والليوسل لهما نفس الخصائص الكيميائية، فالثلاثة يتكونون من مادة السليولوز. يفقد الفسكوز متانته حين يبلل بالماء، بينما الليوسل والكوبرو أقل فقدانا للمتانة في حالة البلل، وتستعيد الألياف متانتها الأصلية عندما تجف. وقد ظهرت تحسينات على خصائص الفسكوز في هذا السياق بتنويع مكونات الحمَّام الكيميائي الذي يستخدم لإعداد الألياف، في ما عرف بألياف «مودال». أما خلات الرايون فيختلف كيميائيا، وهو أشد تأثرا بالحرارة، وربما يتعرض للحرق أثناء الكي، كما يُفقده الماء المغلي بريقه ولمعانه. ومع ذلك فإن له خصائصه التي ينفرد بها، مثل نقاء لونه ولمعانه ونعومة ملمسه وثبات صباغته، واحتفاظه بالكي لمدة طويلة.

## استخدامات الرايون
يستخدم في صناعة الملابس الداخلية والخارجية للسيدات وفي صناعة الملابس الرياضية وبعض أصناف أقمشة الجبردين ويستخدم في الأقمشة المخلوطة بالقطن كملابس الممرضات في المستشفيات وتدخل في الصناغات غير النسيجية مثل صناعة إطارات السيارات وصناعة الأشرطة.

## هوامش
- ملاحظة 1 المرادفات:الدِبَاقَة[18]